# The Secret Pilgrim
The Secret Pilgrim (O Peregrino Secreto)   é um romance episódico de John le Carré, publicado em Janeiro de 1990, enquadrado na narrativa do quadro de uma conversa de jantar informal dada na escola de treinamento de espiões em Sarratt por George Smiley.

## Enredo
Derrubado o Muro de Berlim, está aberta a Cortina de Ferro. O Peregrino Secreto é Ned, um agente leal e honesto do período da Guerra Fria, que fez parte dos Serviços Secretos britânicos durante toda a vida. Agora, no final da sua carreira, Ned presta homenagem ao passado da vida de espião e ao seu herói e mestre George Smiley . Convidado de honra para o jantar de finalistas da nova geração de agentes secretos , numa noite inesquecível, Smiley revisita o seu passado e é arrastado para uma viagem sentimental através da sua própria vida, desde o recrutamento à iminente aposentação. O resultado é uma deslumbrante série de episódios - em parte cómicos, em parte líricos, em parte trágicos -, cada um deles constituindo um marco ao longo do percurso deste «peregrino secreto».